# Т-26
Т-26 је био совјетски тенк који се налазио у производњи до 1940. године

### Настанак
Крајем двадесетих година XX века британска компанија Викерс је произвела свој 6-тонски тенк који постаје велики извозни успех. Користећи тај тенк као основу, Совјетски Савез купује његову лиценцу и 1931. године почиње производњу своје верзије тог тенка под именом Т-26. До завршетка производње 1940. године било је произведено свеукупно 12000 примерака овог модела.

### Ратна употреба
Прво ватрено крштење овај тенк доживљава током Шпанског грађанског рата, када се доказује као пуно бољи од Панцер I тенка и у најмању руку једнак тада најбољем немачком тенку Панцер II. Без обзира на побољшања модела, однос између те три врсте тенкова остаје истоветан и у тренутку немачког напада на Совјетски Савез, само што тада противници у битку убацују своје нове моделе Панцер III и Панцер IV, против којих Т-26 једноставно није могао ништа.
Осим тога, током априла 1941. године појавио се и други, за врховни штаб Црвене армије неочекивани проблем. Они су на папиру поседовали 12.000 примерака овог тенка, али у стварности, због недостатка делова или неодржавања, мање од 1.000 примерака је било борбено способно, тако да их је велика већина заробљена без борбе.
Како су Немци током прве године рата постепено повећавали оклоп својих тенкова, тако је употребљивост овог предратног модела падала све ниже до половине 1942. године, када се доноси одлука о престанку његовог коришћења.

### Опрема
Почетна верзија овог тенка је била наоружана само аутоматским оружјем, које се одмах после прве године производње скида да би било замењено топом од 37 mm. Након само 12 месеци овај топ замењен је већим, калибра 45 mm. Верзија Т-26 наоружана тим топом прославила се у борбама с немачким и италијанским оклопним јединицама током Шпанског грађанског рата. Тридесетих година, стално повећање дебљине оклопа на тенковима других армија резултује потребом за још већим топом. Након неуспеха уградње топа од 76.2 mm, доноси се одлука о заустављању производње овог тенка.
Како је расла величина топа у Т-26, тако је слично расла дебљина оклопа који расте од 15 на 25 mm (најчвршће место).
Одлука о престанку производње 1940. године пада заједно с одлуком о градњи његовог наследника, Т-34.